# Graz Giants 2012
Questa voce raccoglie le informazioni riguardanti i Graz Giants nelle competizioni ufficiali della stagione 2012.

## Prima squadra

### Austrian Football League 2012

#### Stagione regolare
| 25 marzo 2012 1ª giornata | Vienna Vikings | 20 – 13 (3-0 10-7 0-6 7-0) | Graz Giants | (4000 spett.) |

| 31 marzo 2012 2ª giornata | Graz Giants | 67 – 0 (13-0 27-0 20-0 7-0) | AFC Rangers Mödling | (1200 spett.) |

| 7 aprile 2012 3ª giornata | Graz Giants | 42 – 28 (6-0 15-12 14-0 7-16) | Prague Panthers | (450 spett.) |

| 15 aprile 2012 4ª giornata | Danube Dragons | 35 – 61 (7-13 0-14 14-27 14-7) | Graz Giants |  |

| 22 aprile 2012 5ª giornata | Prague Panthers | 35 – 36 (0-7 14-14 14-7 7-8) | Graz Giants | (110 spett.) |

| 28 aprile 2012 6ª giornata | Tirol Raiders | 33 – 0 (0-0 7-0 7-0 19-0) | Graz Giants | (4200 spett.) |

| 12 maggio 2012 8ª giornata | Graz Giants | 20 – 21 (0-7 0-0 7-7 13-7) | Tirol Raiders | (2100 spett.) |

| 19 maggio 2012 9ª giornata | AFC Rangers Mödling | 7 – 54 (0-20 0-15 7-6 0-13) | Graz Giants | (500 spett.) |

| 2 giugno 2012 10ª giornata | Graz Giants | 35 – 34 (0-7 14-19 13-0 8-8) | Vienna Vikings | (1500 spett.) |

| 23 giugno 2012 11ª giornata | Graz Giants | 30 – 36 (0-7 7-7 8-9 15-13) | Danube Dragons | (800 spett.) |

#### Playoff
| 14 luglio 2012 Semifinale | Tirol Raiders | 48 – 42 (0-6 21-8 7-7 20-21) | Graz Giants | (3300 spett.) |

### European Football League 2012

#### Playoff
| Graz 26 maggio 2012, ore 15:00 CEST Quareti di finale | Graz Giants | 14 – 19 (7-2 0-7 0-3 7-7) referto | Calanda Broncos | Stadion Eggenberg |

### Statistiche di squadra
| Competizione      | %Vittorie | In casa | In casa | In casa | In casa | In casa | In casa | In trasferta | In trasferta | In trasferta | In trasferta | In trasferta | In trasferta | Totale | Totale | Totale | Totale | Totale | Totale |
| Competizione      | %Vittorie | G       | V       | N       | P       | Pf      | Ps      | G            | V            | N            | P            | Pf           | Ps           | G      | V      | N      | P      | Pf     | Ps     |
| ----------------- | --------- | ------- | ------- | ------- | ------- | ------- | ------- | ------------ | ------------ | ------------ | ------------ | ------------ | ------------ | ------ | ------ | ------ | ------ | ------ | ------ |
| Stagione regolare | .600      | 5       | 3       | 0       | 2       | 194     | 119     | 5            | 3            | 0            | 2            | 164          | 130          | 10     | 6      | 0      | 4      | 358    | 249    |
| Playoff           | .000      | 0       | 0       | 0       | 0       | 0       | 0       | 1            | 0            | 0            | 1            | 42           | 48           | 1      | 0      | 0      | 1      | 42     | 48     |
| Playoff           | .000      | 1       | 0       | 0       | 1       | 14      | 19      | 0            | 0            | 0            | 0            | 0            | 0            | 1      | 0      | 0      | 1      | 14     | 19     |
| Totale            | .500      | 6       | 3       | 0       | 3       | 208     | 138     | 6            | 3            | 0            | 3            | 206          | 178          | 12     | 6      | 0      | 6      | 414    | 316    |

## Seconda squadra

### Austrian Football Division 3 2012

#### Stagione regolare
| 1º aprile 2012 1ª giornata | Vienna Knights 2 | 0 – 14 | Graz Giants 2 |  |

| 8 aprile 2012 2ª giornata | Graz Giants 2 | 20 – 0 (7-0 0-0 6-0 7-0) | Styrian Hurricanes |  |

| 22 aprile 2012 3ª giornata | Graz Giants 2 | 7 – 0 (0-0 7-0 0-0 0-0) | Vienna Knights 2 |  |

| 29 aprile 2012 4ª giornata | Styrian Hurricanes | 9 – 27 | Graz Giants 2 |  |

| 13 maggio 2012 5ª giornata | Graz Giants 2 | 50 – 12 (20-0 17-6 0-6 13-0) | AFC Rangers Mödling 2 |  |

| 20 maggio 2012 6ª giornata | AFC Rangers Mödling 2 | 18 – 33 (6-7 0-19 6-0 6-7) | Graz Giants 2 |  |

#### Playoff
| 2 giugno 2012 Semifinale | Graz Giants 2 | 41 – 12 | Gmunden Rams |  |

| 16 giugno 2012 Challenge Bowl | Vienna Knights 2 | 8 – 6 (0-0 0-0 0-0 8-6) | Graz Giants 2 | (200 spett.) |

### Statistiche di squadra
| Competizione      | %Vittorie | In casa | In casa | In casa | In casa | In casa | In casa | In trasferta | In trasferta | In trasferta | In trasferta | In trasferta | In trasferta | Totale | Totale | Totale | Totale | Totale | Totale |
| Competizione      | %Vittorie | G       | V       | N       | P       | Pf      | Ps      | G            | V            | N            | P            | Pf           | Ps           | G      | V      | N      | P      | Pf     | Ps     |
| ----------------- | --------- | ------- | ------- | ------- | ------- | ------- | ------- | ------------ | ------------ | ------------ | ------------ | ------------ | ------------ | ------ | ------ | ------ | ------ | ------ | ------ |
| Stagione regolare | 1.000     | 3       | 3       | 0       | 0       | 77      | 12      | 3            | 3            | 0            | 0            | 74           | 27           | 6      | 6      | 0      | 0      | 151    | 39     |
| Playoff           | .500      | 1       | 1       | 0       | 0       | 41      | 12      | 1            | 0            | 0            | 1            | 6            | 8            | 2      | 1      | 0      | 1      | 47     | 20     |
| Totale            | .875      | 4       | 4       | 0       | 0       | 118     | 24      | 4            | 3            | 0            | 1            | 80           | 35           | 8      | 7      | 0      | 1      | 198    | 59     |